# Вологда I
Вологда I (до 1926 року — Вологда-Місто рос. Вологда I) — залізнична станція у місті Вологда. Розташована на 494-мі кілометрі від Ярославського вокзалу Москви та 597-му кілометрі від Ладозького вокзалу Санкт-Петербурга. Через станцію Вологда І проходять найважливіші залізничні магістралі Москва — Архангельськ — Бєломорськ - Мурманськ / Воркута, Санкт-Петербург — Єкатеринбург. Це найбільший транзитний вузол на Північній залізниці.

## Історія
Станція відкрита 20 червня 1872 року в складі дільниці Данилів — Вологда.
1918 року в приміщенні вокзалу розташовувався штаб особливої урядової комісії радянської ревізії, яку очолював М. С. Кедров.
Вологда стала залізничним вузлом на початку XX століття. 1905 року вологодські залізничники приєдналися до Всеросійського політичного страйку, обрали страйковий комітет і деякий час тримали залізничний вузол під своїм контролем. Рух потягів було припинено в усіх напрямках.
1926 року станція Вологда-Місто отримала назву Вологда І.

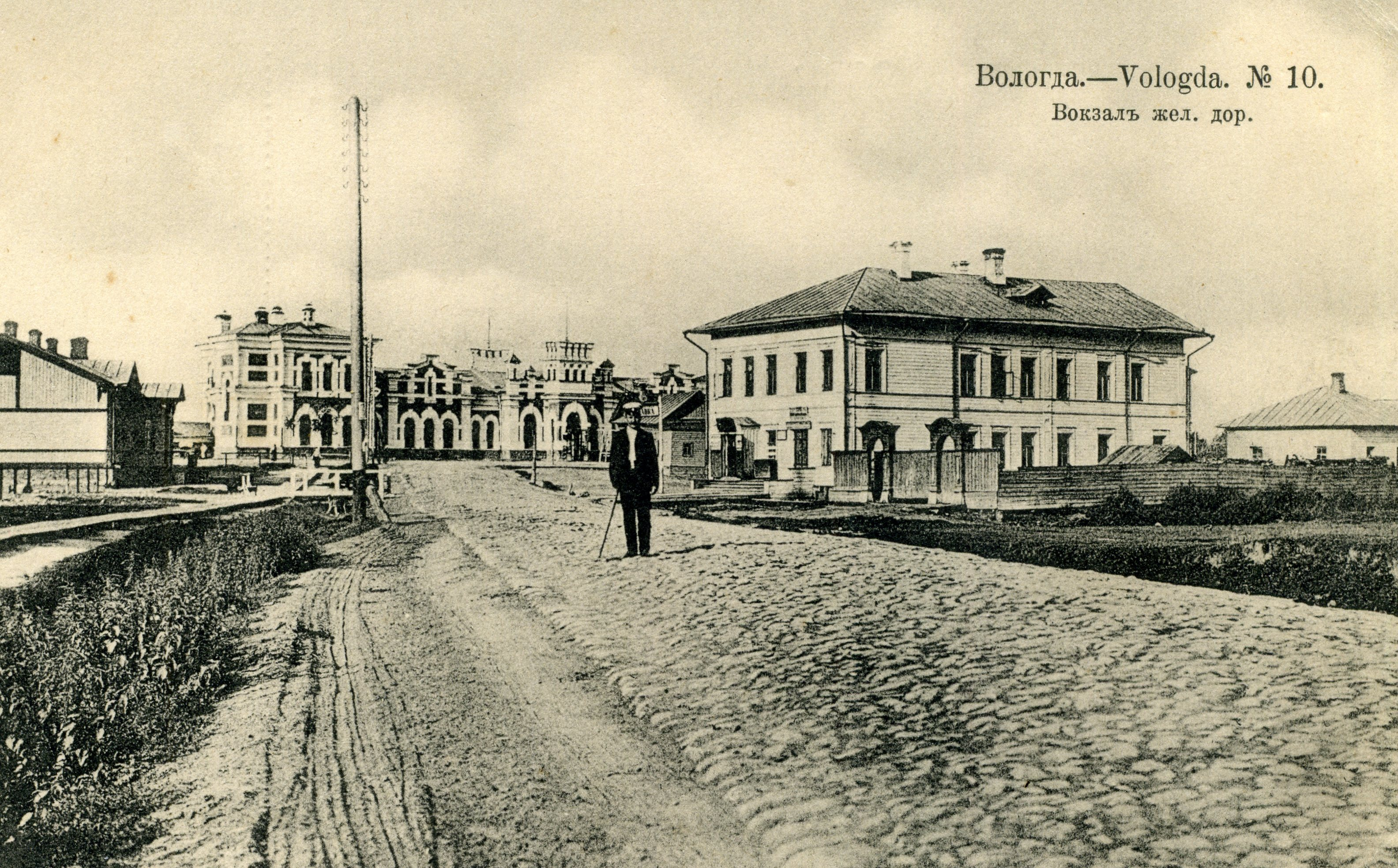
Залізничний вокзал на початку XX століття
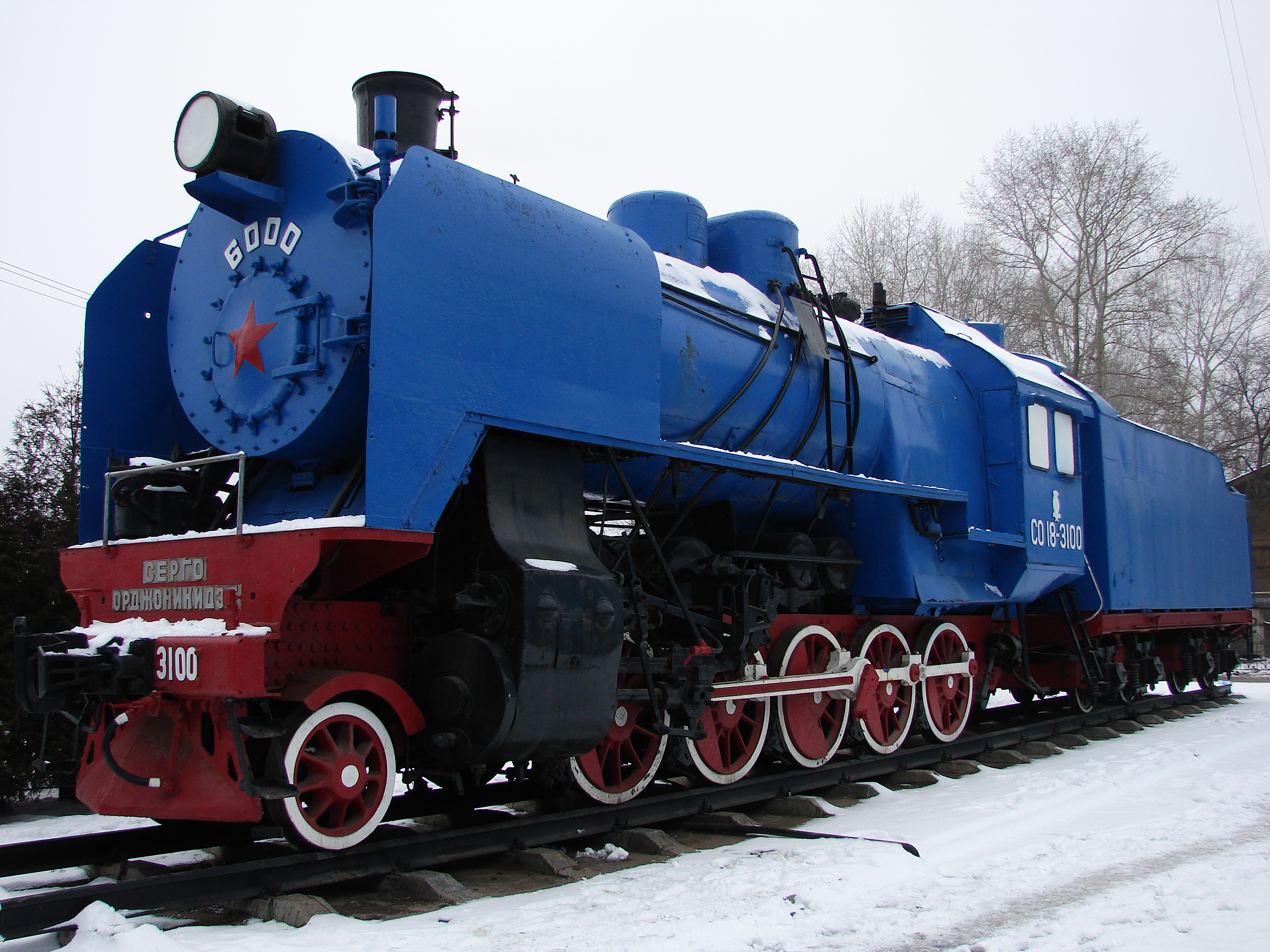
Пам'ятник паровозу
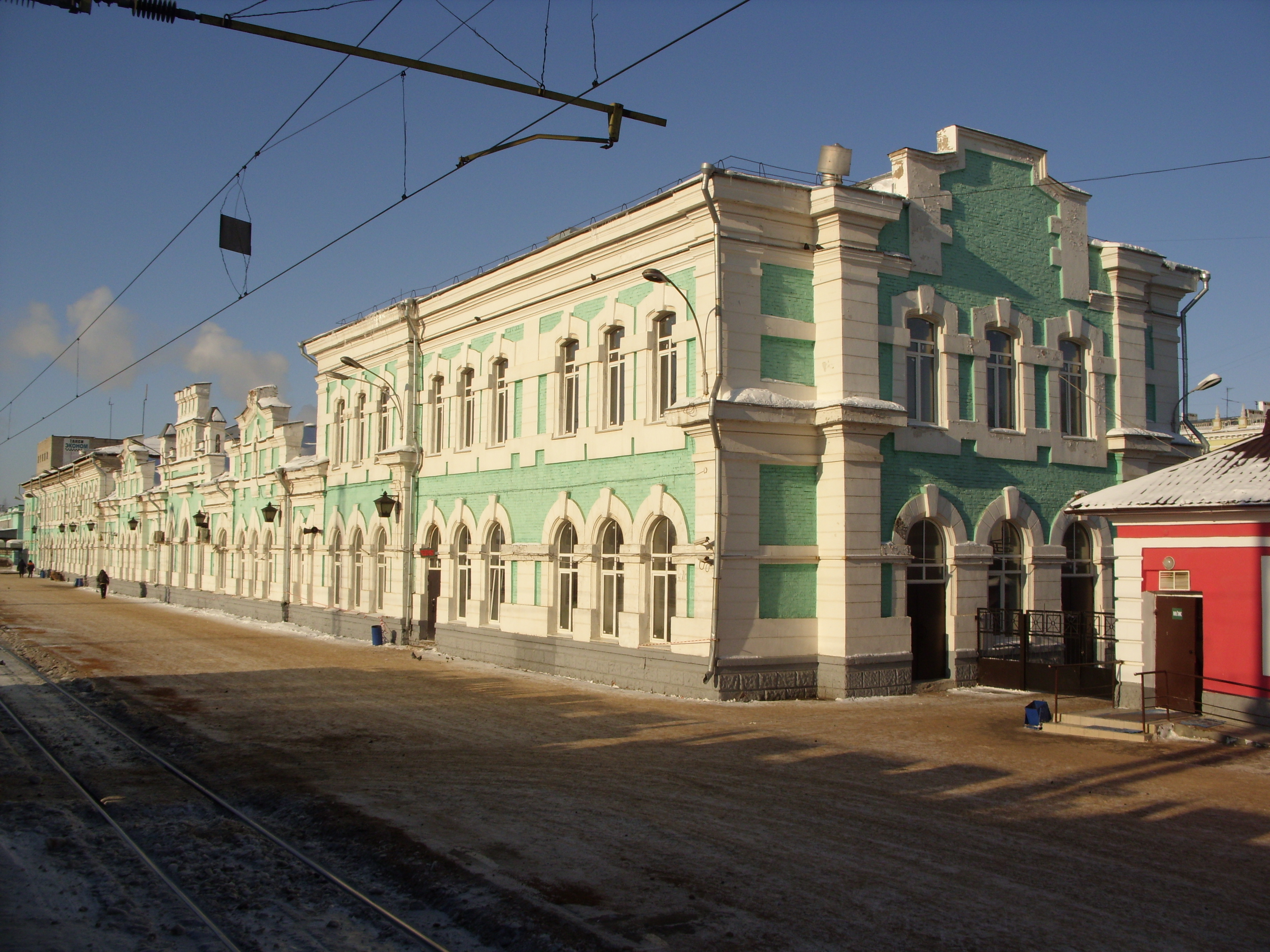
Сучасна будівля вокзалу

Найбільш завантаженою дільницею вузла є дільниця Вологда I — Вологда II. Для збільшення пропускної спроможності на цій дільниці в 2010 році побудовано третю головну колію, а також реконструйовано північну горловину станції Вологда I, що дозволило збільшити пропускну спроможність транспортного вузла з 125 до 240 пар потягів на добу.

## Вокзал
Будівлю вокзалу побудовано приблизно 1907 року за проєктом петербурзького архітектора В. Щуко і реконструйовано у 1987—1988 роках, але швидше за все було побудовано при реконструкції лінії близько 1896 року.
1975 року побудовані підземні пішохідні тунелі.
Комплекс вокзалу включає: будівлю вокзалу, окремо розташовану будівлю багажного відділення, камери схову, кімнати відпочинку для пасажирів, пасажирський та вантажний тунелі, пішохідний міст.
Чотири пасажирських платформи станції Вологда І дозволяють приймати пасажирські потяги на п'яти коліях. Від вокзалу до платформ ведуть пішохідні тунелі та надземний міст.
2010 року, на місці демонтованої 17-ї колії, побудована нова низька пасажирська платформа. Для доступу пасажирів на нову платформу добудований пішохідний міст.

## Пасажирське сполучення
Приміське сполучення розгалужується у чотирьох напрямках. Розклад приміського руху по станції Вологда І і контроль за перевезеннями здійснює оператор Північна приміська пасажирська компанія. До станції Буй відправляються щоденно 2 пари приміських потягів вранці і ввечері. До Череповця також можна дістатися вранці і ввечері щодня за 3 години. До Данилова і станції Вожега вранці кожен день курсує по одному складу.
Станом на грудень 2019 року через станцію прямують наступні потяги далекого сполучення:
| Пасажирські потяги далекого сполучення, що курсують цілий рік |                                |
| №                                                             | Маршрут руху                   |
| 13/14 «Новокузнецьк»                                          | Новокузнецьк — Санкт-Петербург |
| 15/16                                                         | Архангельськ — Москва          |
| 21/22 «Полярна стріла»                                        | Лабитнангі — Москва            |
| 33/34 «Сиктивкар»                                             | Сиктивкар — Москва             |
| 41/42 «Воркута»                                               | Воркута, Печора — Москва       |
| 71/72 «Демидівський експрес»                                  | Єкатеринбург — Санкт-Петербург |
| 73/74                                                         | Тюмень — Санкт-Петербург       |
| 79/80                                                         | Архангельськ — Адлер           |
| 107/108                                                       | Вологда — Москва               |
| 115/116 «Помор'я»                                             | Сєверодвінськ — Москва         |
| 117/118 «Помор'я»                                             | Архангельськ — Москва          |
| 123/124                                                       | Кіров — Санкт-Петербург        |
| 126/125 «Шексна»                                              | Череповець — Москва            |
| 133/134                                                       | Архангельськ — Мінськ          |
| 143/144                                                       | Мурманськ — Вологда            |
| 375/376                                                       | Воркута — Москва               |
| 617/618 «Білі ночі»                                           | Вологда — Санкт-Петербург      |
| Сезонного курсування                                          |                                |
| 187/188                                                       | Архангельськ — Новоросійськ    |
| 191/192                                                       | Челябінськ — Санкт-Петербург   |
| 209/210                                                       | Лабитнангі— Москва             |
| 221/222                                                       | Архангельськ — Анапа           |
| 233/234                                                       | Архангельськ — Москва          |
| 243/244                                                       | Мурманськ — Ярославль          |
| 257/258                                                       | Печора — Адлер                 |
| 261/262                                                       | Архангельськ — Адлер           |
| 267/268                                                       | Сосногорськ — Новоросійськ     |
| 281/282                                                       | Череповець — Адлер             |
| 283/284                                                       | Череповець — Анапа             |
| 287/288                                                       | Воркута — Бєлгород             |

## Галерея

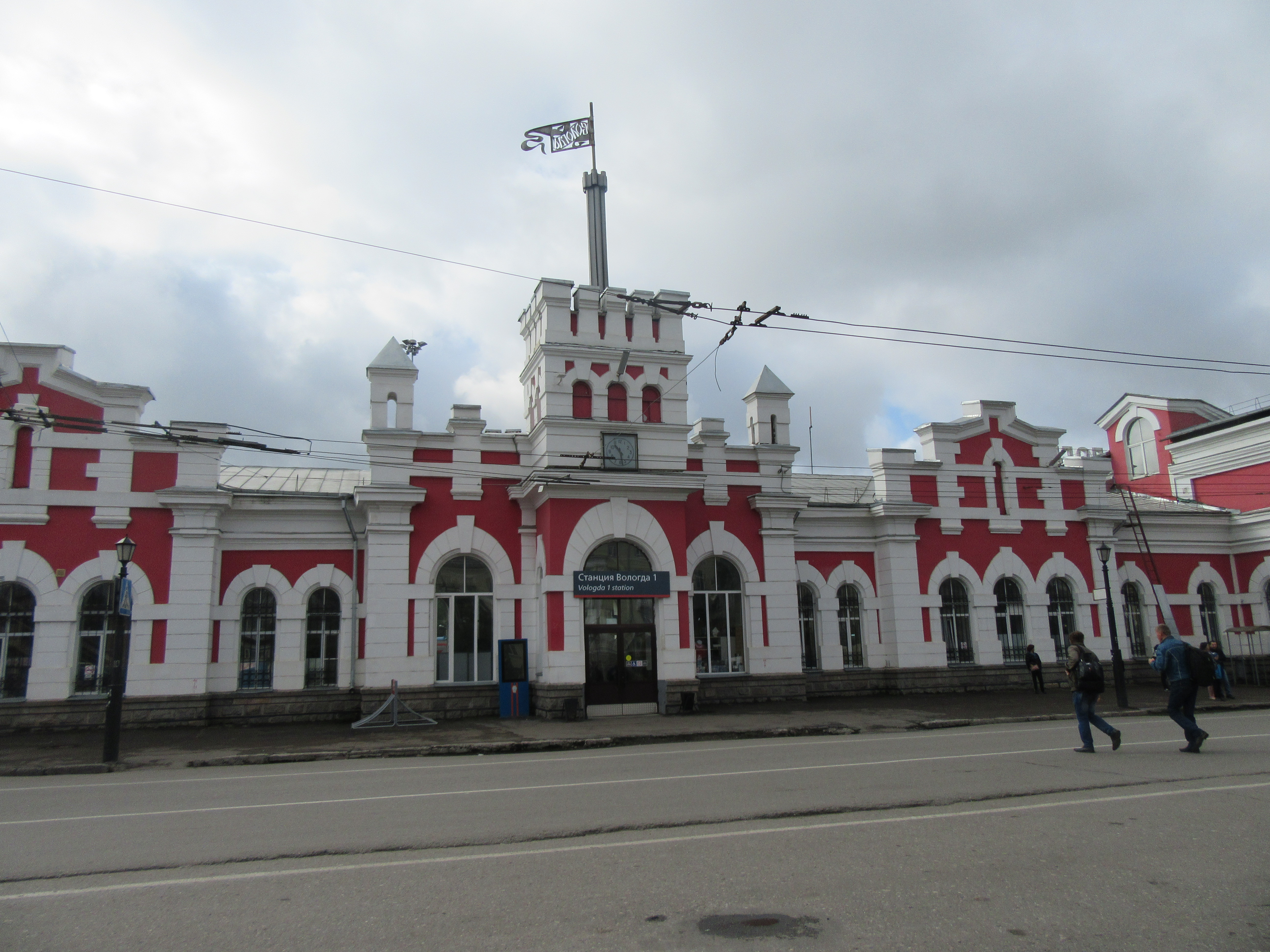
Залізничний вокзал
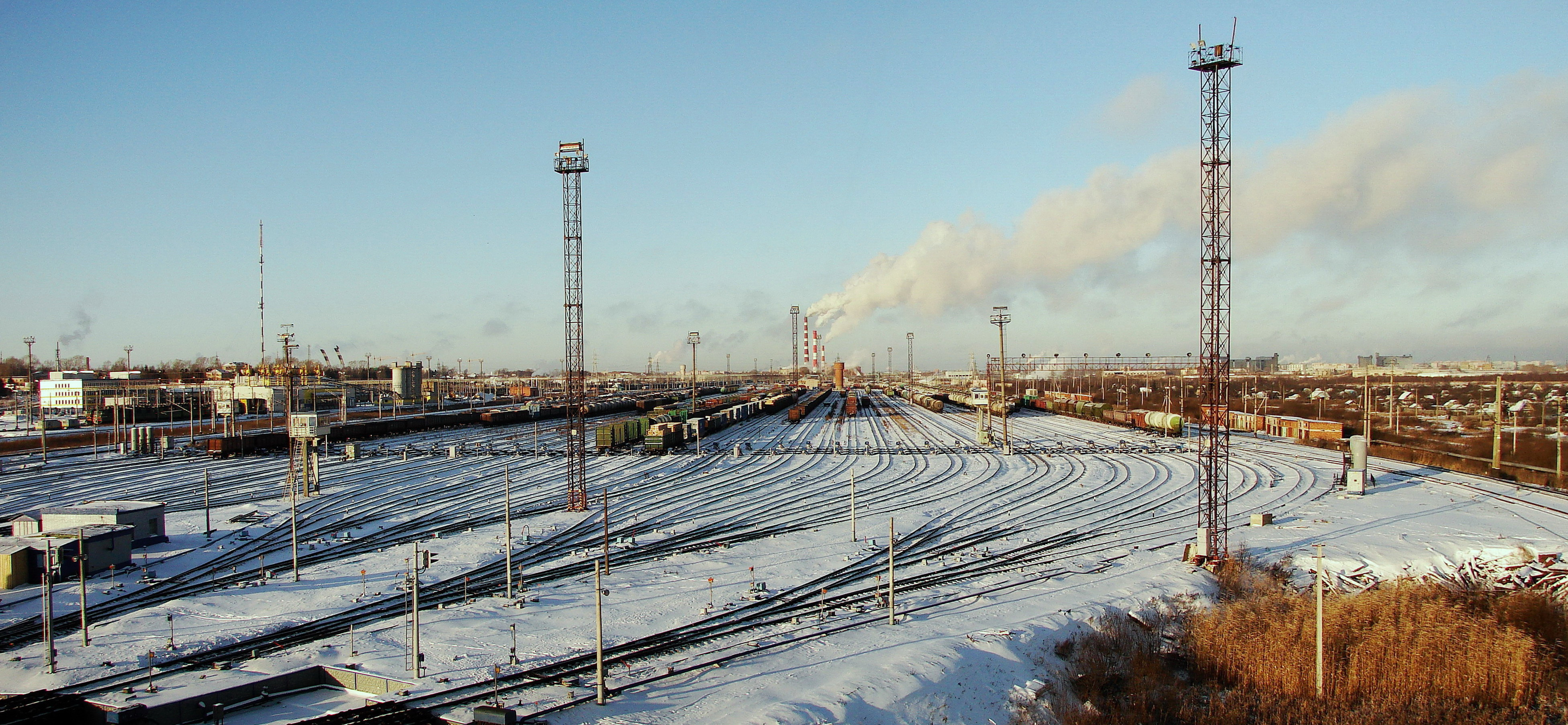
Панорама станції
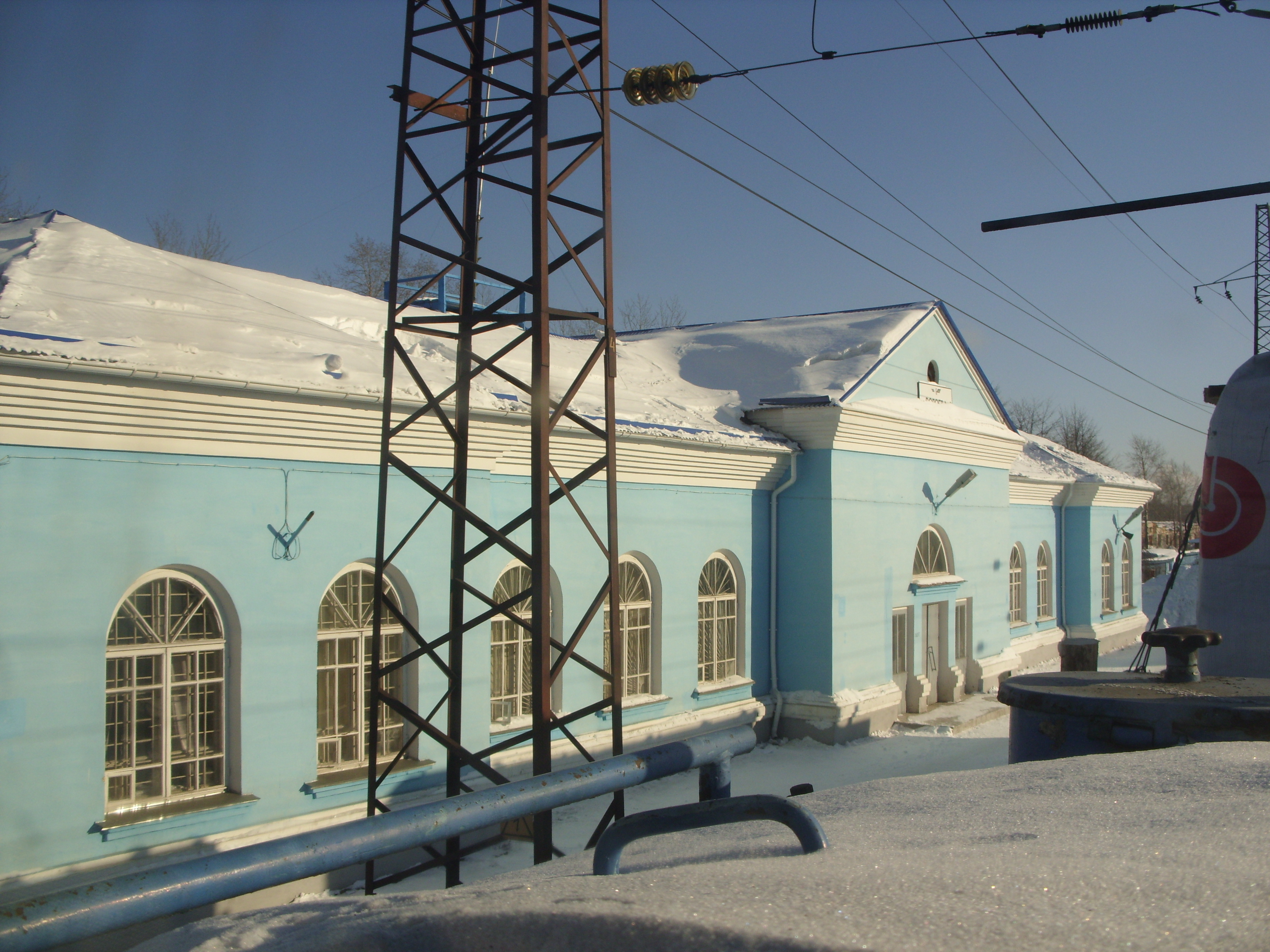
Перон вокзалу